# 中島桃果子
中島 桃果子（なかじま もかこ、1979年4月1日 - ）は、日本の小説家。長編処女小説「蝶番」が第4回新潮エンターテイメント大賞を受賞した。

## 略歴
滋賀県守山市勝部町に生まれ、日本大学芸術学部演劇科を卒業した。卒業後は女優として活動し、演出も手掛けた。演劇集団「PU-PU-JUICE」に参加の後、異種分野のアーティスト達が所属する「Girls Art Project『Artistic Pantie』」と劇団「モカティーナ夫人」を主宰。歌詞提供やクラブイベントの企画など、小説以外にも多様な活動を展開している。
新潮エンターテイメント大賞選考に際して選考委員江國香織は、「蝶番」について「他の作品は何を書くのかに腐心していたが、この作品はどう書くかに腐心していた。私は何を書くかより、どう書くかが大事と思っています。言葉にはいままでにないリズムと気配がありました。4人姉妹が、1人もありきたりでなく描かれているのにも、スケールの大きさを感じました」と評した。

## 著作

### 小説
- 「蝶番」（新潮社 2009年）
- 「魔女と金魚」（幻冬舎 2010年）
- 「夕日に帆をあげて、笑うは懐かしいあなた」（朝日新聞出版 2010年）
- 「誰かJuneを知らないか」（祥伝社 2012年）
- 「艶蜜花サーカス〜フィリア・ドゥ・フェティソ〜」（KADOKAWA / メディアファクトリー 2013年）
- 「甘滴恋情事(あまだれこいじょうじ)」(KADOKAWA/フルール文庫 2014年)

### エッセイ
- 「はざまの散歩」(ジェイノベル2009年7月号)
- 「life has a funny,funny way of healping you out」(ポンツーン2011年7月号/忘れられないメロディ)
- 「世界がひっくりかえった日」(feel love vo.13/2011.3.11 そして今わたしが思うこと)

### その他
- 多作家短編集「スタートライン　始まりをめぐる19の物語」（幻冬舎 2010年）
- 「Feel Love Vol.13  2011.3.11」（多作家短編 祥伝社ムック）
- 多作家短編集「眠らないため息」（幻冬舎 2011年）

## 役者活動
- 劇団旗揚げ「花よりタンゴ」初演（2000年）
- 第二回公演「BABY BABY」（2002年）
- 劇団Pu-Pu-Juiceに在籍し公演に出演（2006年-2007年）
- THE EQUINOXに出演（演出／池麵太郎＝石川伸一郎）（2007年）
- 劇団モカティーナ夫人「花よりタンゴ」再演（2009年）
- 劇団ねじリズム第三回公演「贋作・蝶番」に舞台オリジナルキャスト「モエミ」として客演（2010年）
- web即興劇「生ネコバニーの冒険」(山口ヒロキ監督)にゲスト出演、江古田キャリーを演じる（2011年）
- 山口ヒロキ監督　SF映画「ヲ乃ガワーwonogawa-」に友情出演（2012年）

## 関連情報
- 「小説新潮 2008年11月号」「第四回新潮エンターテインメント大賞決定発表 受賞作蝶番（抄）・受賞の言葉 中島桃果子・選評 江國香織」（新潮社 2008年10月22日）
- “広報もりやま 平成21年（2009年3月1日号） - ひと 守山市出身の作家 第4回新潮エンターテイメント大賞受賞 中島桃果子さん”.   守山市. 2013年7月19日閲覧。